# キム・ジョンウォン
キム・ジョンウォン（金鍾元、英：Kim Jong Won、1976年11月20日 - ）は、韓国出身の男性総合格闘家、元柔道家。チーム・ユン所属。

## 来歴
小学4年から柔道を始め、高校3年時で韓国代表に選出された。
1996年、大学2年時にアトランタオリンピック柔道60kg級に出場し、7位となった。
2004年まで韓国代表として柔道の試合に出場。
親交のあったユン・ドンシクが2005年4月23日のPRIDEに出場した際にはセコンドに就き、以後もドンシクのセコンドに就いていた。
2007年6月2日、Dynamite!! USAでドンシクがメルヴィン・マヌーフに勝利したのに影響され、総合格闘技の練習を開始した。
2009年3月8日、総合格闘技初挑戦およびDREAM初参戦となったDREAM.7のフェザー級グランプリ1回戦で高谷裕之と対戦し、パウンドでTKO負けを喫した。

## 戦績
| 総合格闘技 戦績 | 総合格闘技 戦績 | 総合格闘技 戦績 | 総合格闘技 戦績 | 総合格闘技 戦績 | 総合格闘技 戦績 | 総合格闘技 戦績 |
| --------------- | --------------- | --------------- | --------------- | --------------- | --------------- | --------------- |
| 1 試合          | (T)KO           | 一本            | 判定            | その他          | 引き分け        | 無効試合        |
| 0 勝            | 0               | 0               | 0               | 0               | 0               | 0               |
| 1 敗            | 1               | 0               | 0               | 0               | 0               | 0               |

| 勝敗 | 対戦相手 | 試合結果                             | 大会名                                                                 | 開催年月日   |
| ×    | 高谷裕之 | 2R 0:40 TKO（右ストレート→パウンド） | DREAM.7 フェザー級グランプリ2009 開幕戦 【フェザー級グランプリ 1回戦】 | 2009年3月8日 |